# 切萨
切萨（義大利語：Cesa），是意大利卡塞塔省的一个市镇。总面积2平方公里，人口7980人，人口密度3990.0人/平方公里（2009年）。ISTAT代码为061029。